# 中国水力发电工程学会
中国水力发电工程学会是中华人民共和国水力发电工程科技工作者组成的群众性学术团体，是中国科学技术协会主管的社会团体，1980年6月在浙江省新安江水电站成立。